# Alban Berg
Pour les articles homonymes, voir Berg.
Œuvres principales
- Concerto pour violon
- Wozzeck
- Lulu
- Suite lyrique
- Sept Lieder

Alban Maria Johannes Berg est un compositeur autrichien, né le 9 février 1885 à Vienne et mort dans la même ville le 24 décembre 1935.

## Biographie
Né dans une famille catholique, il fut, comme son aîné de deux ans Anton Webern, l'élève d'Arnold Schönberg. Sous l'influence de ce dernier, il abandonne les fonctions tonales classiques en 1909 et adopte la technique des douze sons (dodécaphonisme) en 1926. Berg a vécu l'essentiel de sa vie à Vienne où, grâce à son indépendance financière, il a consacré sa vie à la musique.
C'est en 1900, année qui marque la mort de son père, qu'il compose de façon autodidacte ses quinze premiers Lieder.
En 1908, il reviendra horrifié par le caractère mondain d'un pèlerinage à Bayreuth, comme ses amis Arnold Schönberg et Anton Webern.
Il se marie à Helene Nahowski (de) (1885-1976) le 3 mai 1911, son beau-père lui donnant sa fille contre une conversion au protestantisme. La mère de la fiancée, Anna Nahowski, avait été la maîtresse de l'empereur François-Joseph d'Autriche entre 1875 et 1889 et Hélène était considérée comme la fille biologique du souverain. 
C'est la même année qu'il envisage le « SchönbergBuch ».
En 1912, il réalise l'almanach du Cavalier bleu avec Vassily Kandinsky qui regroupe Kandinsky, Franz Marc, August Macke.
C'est en 1910, qu'il crée une association de littérature et de musique qui s'intégrera par la suite à la société « Verein für Kunst und Kultur » « société pour l'art et la culture ». Il fait partie, avec Arnold Schönberg et Anton Webern, de la Seconde école de Vienne.

## Œuvres
De 1901 à 1908, Alban Berg compose, en autodidacte, environ quatre-vingts lieder dont il fait interdire une grande partie. Seulement sept sont choisis pour être orchestrés et arrangés en cycles en 1928. Et quelques œuvres pour piano à quatre mains sous l'influence du romantisme germanique. Il a alors parmi ses idoles Gustav Mahler et Richard Wagner.
En 1904, âgé de 19 ans, il devient élève d'Arnold Schoenberg, il semble alors qu'il ne puisse exprimer son talent autrement que par la voix. Mais sous l'enseignement de ce maître révolutionnaire de la musique moderne, Berg est transformé. Cette période charnière de sa vie débute par les Sieben frühe Lieder composés entre 1905 et 1908 dans lequel il s'est imprégné des techniques nouvelles initiées par son maître. La Sonate, op.1 (1908), pour piano, n'est pas encore atonale. C'est en 1910, avec son troisième opus, le Quatuor à cordes no 1, qu'il se sépare du piano et de la voix et adopte un atonalisme franc.
C'est avec l'opéra que l'œuvre de Berg atteint son apogée, en particulier avec Wozzeck, achevé en 1922 et créé en 1925. Le sujet de cet opéra, qu'il tire de la pièce de Georg Büchner, est très marqué par la psychologie et développe un aspect social assez typique de l'expressionnisme. Il y mélange tradition, avec parfois l'utilisation de la musique tonale et des influences romantiques, et modernisme, avec l'atonalité et de nombreuses techniques développées par Schönberg tel que le Sprechgesang et même l'utilisation d'une série, sans être encore vraiment développée au sens dodécaphonique.
C'est avec l'œuvre qui suit, le Kammerkonzert (« Concerto de chambre »), achevée en 1925, qu'il commence sa période dodécaphonique qui durera jusqu'à la fin de sa vie. Il compose alors des œuvres marquantes telles que la Suite lyrique (pour quatuor à cordes, 1926), et le Concerto « à la mémoire d'un ange », pour violon et orchestre, en 1935. Dans ce dernier, il réintroduit des accords tonals au sein du langage dodécaphonique, ce qui lui permet de renouer avec le passé en citant un choral de Jean-Sébastien Bach, Es ist Genug (cantate BWV 60), et une chanson populaire.
Sa dernière œuvre, Lulu, est le premier opéra dodécaphonique de l'histoire de la musique. L'opéra ne sera achevé qu'en 1979 par Friedrich Cerha en raison de la mort du compositeur en 1935 d'une septicémie apparemment causée par une piqûre d'abeille. Comme dans son précédent opéra, le sujet traite des préoccupations psychologiques et sociales.

### Liste chronologique
Les dates indiquées sont celles de l'écriture et non de la création.
- 1905-1908 : Sieben frühe Lieder pour mezzo-soprano et piano. Ces sept lieder de jeunesse ont été orchestrés en 1928.
- 1908 : Sonate pour piano, op. 1.
- 1910 : Quatre lieder pour baryton et piano, op. 2, d'après les textes de Christian Friedrich Hebbel et Mombert en 1910.
- 1909-1910 : Quatuor à cordes, op. 3, dédié à Hélène Nahowsky.
- 1912 : Altenberg Lieder pour soprano et orchestre, op. 4, d'après des textes de Peter Altenberg.
- 1913 : Quatre pièces pour clarinette et piano, op. 5.
- 1915 : Trois pièces pour orchestre, op. 6.
- 1917-1922 : Wozzeck, op. 7 (opéra).
- 1923-1925 : Kammerkonzert (« Concerto de chambre »), pour piano, violon et treize instruments à vent[2] En 1935, il réalise un arrangement de l'Adagio pour violon, clarinette et piano.
- 1926 : Suite lyrique, pour quatuor à cordes. Deux ans plus tard, il réalisa un arrangement pour orchestre à cordes de trois des six mouvements, connu sous le nom Trois pièces de la Suite lyrique.
- 1929 : Der Wein, suite de lieder pour mezzo-soprano et orchestre d'après des textes de Stefan George et Charles Baudelaire.
- 1929-1935 : Lulu (opéra inachevé)
- 1934 : Lulu Suite, pour soprano et orchestre. Il s'agit de fragments symphoniques de l'opéra Lulu.
- 1935 : Concerto à la mémoire d'un ange pour violon et orchestre.

### Transcriptions
- 1911 : Arnold Schönberg, op. 5, op. 10, Symphonie de chambre et quelques Gurre Lieder, transcrits pour piano
- 1921 : Johann Strauss II, Wein, Weib, Gesang (en français, Aimer, boire et chanter), op. 333, transcrit par Alban Berg pour quatuor à cordes et piano. La transcription de cette valse fut destinée à un concert visant à redresser la situation financière de l’Association pour les exécutions musicales privées créée trois ans plus tôt par Arnold Schönberg, qui mit également la main à la pâte en réalisant la transcription de la valse Roses du Sud du même compositeur[3].

Alban Berg a corrigé l'orchestration qu'Ernst Křenek a faite de la Symphonie no 10 de Gustav Mahler, que Mahler n'avait pu achever.

## Postérité et hommages
- Un tableau de Jean Legros (1917-1981), Hommage à Alban Berg, est conservé au Musée d'art et d'histoire de Cholet.
- Dans le film allemand Pingpong (2006) de Matthias Luthardt, une sonate de Berg est au cœur d'une relation mère-fils difficile. La mère, ex-pianiste, harcèle son fils dans la perspective d'une audition où son fils doit jouer ce morceau.
- L'astéroïde (4528) Berg est nommé en son honneur[4].

## Élèves d'Alban Berg
- Jacques de Menasce